# Chiapas FC
Der Chiapas FC, bis Mai 2013 Jaguares de Chiapas und daher auch Chiapas Jaguar genannt, war ein mexikanischer Fußballverein aus Tuxtla Gutiérrez.
Der Verein gehörte von der Saison 2002/03 bis zur Saison 2016/17 der höchsten Spielklasse Mexikos an und trug seine Heimspiele im Estadio Víctor Manuel Reyna aus.

## Geschichte
Am 27. Juni 2002 gab Alejandro Burillo, der Eigentümer der Pegaso Gruppe, bekannt, dass der Bundesstaat Chiapas in der kommenden Saison über ein Erstligateam mit dem Namen Jaguares de Chiapas verfügen wird. Gegner bei der Heimspielpremiere in der Primera División am 17. August 2002 war kein Geringerer als das populärste Team des Landes, Chivas Guadalajara. Das Spiel endete 1:1, was durchaus ein Achtungserfolg für den ambitionierten Neuling war. Allein in der ersten Saison kamen drei verschiedene Trainer zum Einsatz. Zwei wurden während der Spielzeit gefeuert und der dritte nach Saisonende 2002/03. Dennoch – oder gerade wegen der vielen Trainerwechsel – hatte das neue Team die Saison auf dem letzten Platz der Gesamtjahrestabelle beendet. Im Jahr darauf lief es bedeutend besser, wurde am Saisonende ein sensationeller dritter Platz in der Gesamtjahreswertung belegt.
Die Gesamtjahreswertung ist in Mexiko aber weniger bedeutsam als die Gruppenergebnisse. Hier hatten die Jaguares nach zwei letzten Plätzen in der ersten Saison auch in der Apertura 2003/04 lediglich einen vierten Platz belegt. Doch in der Clausura überraschten sie alle Fachleute. Mit 42 Punkten und nur einer Niederlage wurden sie nicht nur Sieger ihrer Gruppe, sondern waren die beste Rückrundenmannschaft überhaupt. Doch im Viertelfinale der Play-offs scheiterten sie mit 1:2 und 2:2 gegen Cruz Azul.
Doch die Leistungen der Jaguares sind äußerst wechselhaft. Die Saison 2004/05 wurde mit dem 16. Platz in der Gesamttabelle beendet, die Play-offs erneut in beiden Turnieren verpasst. Parallel zur Apertura wurde erstmals die InterLiga ausgetragen; ein Turnier zur Ermittlung der Teilnehmer für die Copa Libertadores. Hier scheiterten die Jaguares erst im entscheidenden Spiel mit 3:5 im Elfmeterschießen an Chivas Guadalajara, die ihrerseits dann bis ins Halbfinale des Südamerika-Pokals vorstoßen konnten.
In der Clausura 2005/06 konnten die Jaguares endlich wieder einen Gruppensieg feiern und zum zweiten Mal in die Play-offs einziehen. Trotz eines 3:2-Auswärtssieges in Guadalajara scheiterten sie wie zwei Jahre zuvor im Viertelfinale – und einmal mehr an Chivas Guadalajara –, weil diese ihr Rückspiel in Tuxtla Gutiérrez mit 4:2 gewonnen hatten.
Am 8. Juni 2017 wurde der Verein aufgelöst.

## Die Trainer der Jaguares de Chiapas
| Saison            | Trainer                                                 |
| ----------------- | ------------------------------------------------------- |
| Apertura 2002     | Salvador Capitano / Jorge Garcés                        |
| Clausura 2003     | Jorge Garcés / Sergio Bueno                             |
| Apertura 2003     | José Luis Trejo                                         |
| Clausura 2004     | José Luis Trejo                                         |
| Apertura 2004     | José Luis Trejo                                         |
| Clausura 2005     | José Luis Trejo / Antonio Mohamed / Fernando Quirarte   |
| Apertura 2005     | Fernando Quirarte / Luis Fernando Tena                  |
| Clausura 2006     | Luis Fernando Tena                                      |
| Apertura 2006     | Eduardo de la Torre                                     |
| Clausura 2007     | Eduardo de la Torre / Víctor Manuel Vucetich            |
| Apertura 2007     | Víctor Manuel Vucetich / René Isidoro García            |
| Clausura 2008     | René Isidoro García / Sergio Almaguer                   |
| Apertura 2008     | Sergio Almaguer / Francisco Avilán                      |
| Clausura 2009     | Miguel Brindisi / Marco Antonio Ruiz                    |
| Apertura 2009     | Luis Fernando Tena                                      |
| Bicentenario 2010 | Luis Fernando Tena / Juan Manuel Álvarez / Pablo Marini |
| Apertura 2010     | José Guadalupe Cruz                                     |
| Clausura 2011     | José Guadalupe Cruz                                     |
| Apertura 2011     | José Guadalupe Cruz                                     |
| Clausura 2012     | José Guadalupe Cruz                                     |
| Apertura 2012     | José Guadalupe Cruz                                     |
| Clausura 2013     | José Guadalupe Cruz                                     |
| Juni 2016         | José Cardozo                                            |

## Historische Logos

Zweites Logo

## Erfolge
- Copa Chiapas: 2004, 2005, 2007